# Estadio Ignacio López Rayón
El Estadio Ignacio López Rayón es un estadio de fútbol ubicado en las afueras de la ciudad de Zitácuaro, en el estado de Michoacán, concretamente en la Carretera Federal Número 15 Zitácuaro-Toluca kilómetro 87. Cuenta con una capacidad de 10 000 espectadores y es el campo del Zitácuaro de la Liga de Nuevos Talentos de México.

## Historia
Este estadio no es tan viejo, pues fue construido hace unos años para llevar el fútbol profesional a la ciudad zitacuarense.